# Фаріскур
Фаріскур (араб. فارسكور) — місто у північній частині Єгипту, входить до складу губернаторства Дум'ят.

## Географія
Місто розташовано на правому березі Дам'єттського рукава дельти Нілу за 11 км на південний захід від міста Дум'ят, адміністративного центру провінції.

## Історія
6 квітня 1250 року біля міста відбулась остання велика битва сьомого хрестового походу. Військо хрестоносців під командуванням короля Людовика Святого було розбито силами єгипетського султана Туран-шаха, а сам король був взятий у полон.

## Населення
За даними перепису населення 2006 року у Фаріскурі проживали 22 500 осіб.
Чисельність населення міста за роками:
| 1996   | 2006   |
| ------ | ------ |
| 49 536 | 53 118 |